# بن فان در فورت
بن فان در فورت (هلندی: Ben van der Voort; ۷ اکتبر ۱۹۱۴ – ۱۲ مارس ۲۰۰۲) دوچرخه‌سوار اهل هلند بود.